# Olympische Sommerspiele 2016/Rudern – Achter (Männer)
Der Ruderwettbewerb im Achter der Männer im Rahmen der Ruderregatta der Olympischen Sommerspiele 2016 in Rio de Janeiro wurde vom 8. bis 13. August 2016 in der Lagune Rodrigo de Freitas ausgetragen. 63 Athleten in sieben Mannschaften traten an.
Der Wettbewerb, der über die olympische Ruderdistanz von 2000 Metern ausgetragen wurde, begann mit zwei Vorläufen. Die jeweils erstplatzierten Mannschaften qualifizierten sich direkt für das Finale, alle anderen mussten in den Hoffnungslauf. Hier qualifizierten sich die ersten vier von fünf Booten für das Finale. Im Finale am 13. August kämpften sechs Mannschaften um olympische Medaillen.
Die jeweils für die nächste Runde qualifizierten Mannschaften sind hellgrün unterlegt.
Im Finale war ein Duell zwischen den Weltmeistern von 2013 bis 2015 aus Großbritannien sowie den Titelverteidigern und Europa- sowie Vize-Weltmeistern von 2013 bis 2015 aus Deutschland erwartet worden. Der britische Achter war jedoch zugunsten des Vierer-ohne geschwächt worden und hatte bei den Europameisterschaften und den Weltcups keine überzeugenden Leistungen gezeigt. Das olympische Finale gewannen die Briten jedoch souverän vor dem Deutschland-Achter, in dem inklusive Steuermann fünf Olympiasieger aus London ruderten. Die als Geheimfavoriten eingeschätzten Niederländer gewannen die Bronzemedaille.

## Titelträger und Ausgangslage
| Olympiasieger (London 2012)             | Deutschland Filip Adamski, Andreas Kuffner, Eric Johannesen, Maximilian Reinelt, Richard Schmidt, Lukas Müller, Florian Mennigen, Kristof Wilke, Martin Sauer (Stm.)   |
| Weltmeister (Aiguebelette 2015)         | Vereinigtes Königreich Matthew Gotrel, Constantine Louloudis, Peter Reed, Paul Bennett, Mohamed Sbihi, Alex Gregory, George Nash, William Satch, Phelan Hill (Stm.)    |
| Europameister (Brandenburg 2016)        | Deutschland Maximilian Munski, Malte Jakschik, Andreas Kuffner, Felix Drahotta, Maximilian Reinelt, Eric Johannesen, Richard Schmidt, Hannes Ocik, Martin Sauer (Stm.) |
| Weltbestzeit (5:19,35 min, Luzern 2012) | Kanada Gabriel Bergen, Douglas Csima, Robert Gibson, Conlin McCabe, Malcolm Howard, Andrew Byrnes, Jeremiah Brown, Will Crothers, Brian Price (Stm.)                   |

## Teilnehmer
| Qualifikation                | Nation                 | Mannschaft |
| ---------------------------- | ---------------------- | --- |
| Weltmeisterschaften 2015     | Vereinigtes Königreich | Paul Bennett Scott Durant Matthew Gotrel Matt Langridge Tom Ransley Peter Reed William Satch Andrew Triggs Hodge Phelan Hill (Stm.)                                |
| Weltmeisterschaften 2015     | Deutschland            | Felix Drahotta Malte Jakschik Eric Johannesen Andreas Kuffner Maximilian Munski Hannes Ocik Maximilian Reinelt Richard Schmidt Martin Sauer (Stm.)                 |
| Weltmeisterschaften 2015     | Niederlande            | Kaj Hendriks Robert Lücken Boaz Meylink Boudewijn Röell Olivier Siegelaar Dirk Uittenbogaard Mechiel Versluis Tone Wieten Peter Wiersum (Stm.)                     |
| Weltmeisterschaften 2015     | Neuseeland             | Michael Brake Isaac Grainger Stephen Jones Alex Kennedy Shaun Kirkham Thomas Murray Brook Robertson Joe Wright Caleb Shepherd (Stm.)                               |
| Internationale Qualifikation | Vereinigte Staaten     | Mike DiSanto Samuel Dommer Austin Hack Alexander Karwoski Stephen Kasprzyk Robert Munn Glenn Ochal Hans Struzyna Samuel Ojserkis (Stm.)                            |
| Internationale Qualifikation | Polen                  | Zbigniew Schodowski Mateusz Wilangowski Marcin Brzeziński Robert Fuchs Krystian Aranowski Michał Szpakowski Mikołaj Burda Piotr Juszczak Daniel Trojanowski (Stm.) |
| Internationale Qualifikation | Italien                | Vincenzo Capelli Luca Agamennoni Simone Venier Matteo Stefanini Pierpaolo Frattini Mario Paonessa Fabio Infimo Emanuele Liuzzi Enrico D’Aniello (Stm.)             |

Als fünftplatzierte Mannschaft der Ruder-Weltmeisterschaften 2015 war eine russische Rudermannschaft für den Wettbewerb im Männer-Achter qualifiziert. Darin waren Artjom Kossow, Iwan Balandin, Alexander Kulesch, Wladislaw Rjabzew, Nikita Morgatschow, Alexander Kornilow, Anton Saruzki, Dmitri Kusnezow und Steuermann Pawel Safonkin gemeldet. Im Zuge der Veröffentlichung des McLaren-Reports in der russischen Staatsdopingaffäre am 18. Juli wurden allerdings zahlreiche russische Ruderer von den Olympischen Spielen durch den Weltruderverband ausgeschlossen, so dass Russland den Achter nicht mehr besetzen konnte. Italien rückte auf Basis der Ergebnisse der Qualifikationsregatta in Luzern nach.

## Vorläufe
Montag, 8. August 2016

### Vorlauf 1
| Platz | Boot           | Besatzung                                                                                    | Zeit (min) | Qualifikation |
| ----- | -------------- | -------------------------------------------------------------------------------------------- | ---------- | ------------- |
| 1     | Großbritannien | Bennett, Durant, Gotrel, Langridge, Ransley, Reed, Satch, Hodge, Hill (Stm.)                 | 5:34,23    | Finale        |
| 2     | Niederlande    | Hendriks, Lücken, Meylink, Röell, Siegelaar, Uittenbogaard, Versluis, Wieten, Wiersum (Stm.) | 5:36,16    | Hoffnungslauf |
| 3     | Neuseeland     | Brake, Grainger, Jones, Kennedy, Kirkham, Murray, Robertson, Wright, Shepherd (Stm.)         | 5:36,28    | Hoffnungslauf |
| 4     | Italien        | Capelli, Agamennoni, Venier, Stefanini, Frattini, Paonessa, Infimo, Liuzzi, D’Aniello (Stm.) | 5:52,83    | Hoffnungslauf |

### Vorlauf 2
| Platz | Boot               | Besatzung                                                                                              | Zeit (min) | Qualifikation |
| ----- | ------------------ | --- | ---------- | ------------- |
| 1     | Deutschland        | Drahotta, Jakschik, Johannesen, Kuffner, Munski, Ocik, Reinelt, Schmidt, Sauer (Stm.)                  | 5:38,22    | Finale        |
| 2     | Vereinigte Staaten | DiSanto, Dommer, Hack, Karwoski, Kasprzyk, Munn, Ochal, Struzyna, Ojserkis (Stm.)                      | 5:40,16    | Hoffnungslauf |
| 3     | Polen              | Schodowski, Wilangowski, Brzeziński, Fuchs, Aranowski, Szpakowski, Burda, Juszczak, Trojanowski (Stm.) | 5:42,32    | Hoffnungslauf |

## Hoffnungslauf
geplant am Mittwoch, 10. August 2016, verschoben auf Donnerstag, 11. August 2016
| Platz | Boot               | Besatzung                                                                                              | Zeit (min) | Qualifikation |
| ----- | ------------------ | --- | ---------- | ------------- |
| 1     | Vereinigte Staaten | DiSanto, Dommer, Hack, Karwoski, Kasprzyk, Munn, Ochal, Struzyna, Ojserkis (Stm.)                      | 5:51,13    | Finale        |
| 2     | Niederlande        | Hendriks, Lücken, Meylink, Röell, Siegelaar, Uittenbogaard, Versluis, Wieten, Wiersum (Stm.)           | 5:52,95    | Finale        |
| 3     | Neuseeland         | Brake, Grainger, Jones, Kennedy, Kirkham, Murray, Robertson, Wright, Shepherd (Stm.)                   | 5:56,94    | Finale        |
| 4     | Polen              | Schodowski, Wilangowski, Brzeziński, Fuchs, Aranowski, Szpakowski, Burda, Juszczak, Trojanowski (Stm.) | 5:59,22    | Finale        |
| 5     | Italien            | Capelli, Agamennoni, Venier, Stefanini, Frattini, Paonessa, Infimo, Liuzzi, D’Aniello (Stm.)           | 6:05,12    | –             |

## Finale
Samstag, 13. August 2016

Anmerkung: Ermittlung der Plätze 1 bis 6
| Platz | Boot               | Besatzung                                                                                              | Zeit (min) |
| ----- | ------------------ | --- | ---------- |
| 1     | Großbritannien     | Bennett, Durant, Gotrel, Langridge, Ransley, Reed, Satch, Hodge, Hill (Stm.)                           | 5:29,63    |
| 2     | Deutschland        | Drahotta, Jakschik, Johannesen, Kuffner, Munski, Ocik, Reinelt, Schmidt, Sauer (Stm.)                  | 5:30,96    |
| 3     | Niederlande        | Hendriks, Lücken, Meylink, Röell, Siegelaar, Uittenbogaard, Versluis, Wieten, Wiersum (Stm.)           | 5:31,59    |
| 4     | Vereinigte Staaten | DiSanto, Dommer, Hack, Karwoski, Kasprzyk, Munn, Ochal, Struzyna, Ojserkis (Stm.)                      | 5:34,23    |
| 5     | Polen              | Schodowski, Wilangowski, Brzeziński, Fuchs, Aranowski, Szpakowski, Burda, Juszczak, Trojanowski (Stm.) | 5:34,62    |
| 6     | Neuseeland         | Brake, Grainger, Jones, Kennedy, Kirkham, Murray, Robertson, Wright, Shepherd (Stm.)                   | 5:36,64    |

### Weiteres Klassement ohne Finals
| Platz | Boot    | Besatzung                                                                                    | Zeit (min) |
| ----- | ------- | -------------------------------------------------------------------------------------------- | ---------- |
| 7     | Italien | Capelli, Agamennoni, Venier, Stefanini, Frattini, Paonessa, Infimo, Liuzzi, D’Aniello (Stm.) | –          |